# スティーブ・ジョブズ (書籍)
『スティーブ・ジョブズ』（英: Steve Jobs）は、伝記作家ウォルター・アイザックソンが2011年に、実業家スティーブ・ジョブズの「生涯」を著した伝記である。

## 執筆

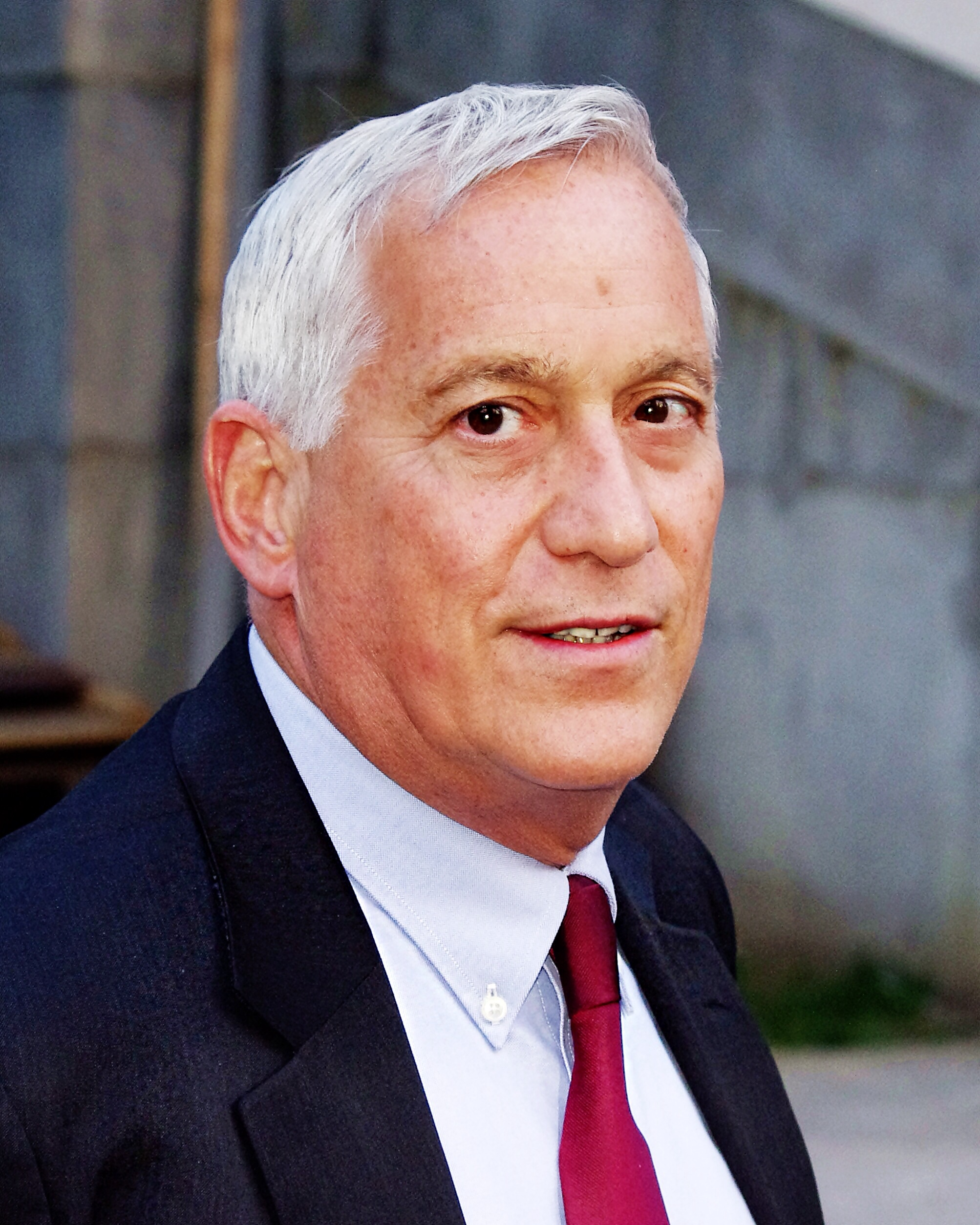
ウォルター・アイザックソン（2012年）

アイザックソンが、ジョブズから最初に伝記執筆を依頼されたのは2004年だったが、アイザックソンは「半生記」を書くつもりはないと断った。しかし、2009年に再度依頼があり、重い病を患っていることも明かされたアイザックソンは、依頼を引き受けた。ジョブズは、内容には干渉せず、自身に対し悪評を述べるであろう者らへも、自ら取材への協力を呼び掛けた。アイザックソンは本書を、ジョブズやその家族、友人など関係者100人以上にインタビューして構成し、客観的なジョブズ像が描かれた「評伝」として書き上げた。

## 書名
2011年4月の出版発表の際の書名は、サイモン・アンド・シュスターの宣伝部門が選んだ『iSteve: The Book of Jobs』（「ヨブ記（英: The Book of Job）」の摸倣）であったが、アイザックソンはその書名を気に入らず、単純かつ優雅のものに差し替えた。『スティーブ・ジョブズ』という書名は、ジョブズのミニマルなスタイルを反映し、かつ非公認の出版物と異なる正当な伝記であることを強調している。

## 装訂
表紙の写真は、2006年に経済誌『フォーチュン』の依頼で、写真家アルバート・ワトソンが撮影した際の一葉、裏表紙の写真は、1984年に大衆誌『ローリング・ストーン』の依頼で、写真家ノーマン・シーフがジョブズの自宅で撮影した際の一葉である。
題字には、出版当時のiOSのシステム・フォントであったHelveticaが使用された。

## 終章
2013年9月に発行された英語版ペーパーバックには、ジョブズの最期の日々が描き込まれた「終章」が追録された。他言語版でも同様で、日本語版では2015年9月18日に発行された文庫版に収録されている。また、既読者を考慮して、終章のみをウェブで無料閲覧できる措置が、日本語版などで実施された。

## 出版
書籍は、サイモン・アンド・シュスターにより2011年10月24日に「世界同時発売」とされ、日本語版も同日に講談社から刊行された。

### 英語版
上製本
- Walter Isaacson (2011-10-24) (英語). Steve Jobs. London: Little, Brown & Company. ISBN 978-1-40870374-8. NCID BB07686137. OCLC 931715182 [26]

並製本
2013年に刊行された初めてのペーパーバック版では、終章が追録され、表紙の写真をノーマン・シーフが1984年に撮影したものに差し替えた。
- Walter Isaacson (2013-09-30) (英語). Steve Jobs. Abacus. London: Little, Brown & Company. ISBN 978-0-34913959-3. OCLC 890256784

2015年に新装されたペーパーバック版の表紙は、アルバート・ワトソンによる別の写真に再び差し替えられた。
- Walter Isaacson (2015-09-05) (英語). Steve Jobs. Abacus. London: Little, Brown & Company. ISBN 978-0-34914043-8. NCID BB21868586. OCLC 1190754423 [31]

歿後10周年記念特装版。
- Walter Isaacson (2021-10-05) (英語). Steve Jobs. New York: Simon & Schuster. ISBN 978-1-9821-7686-0. OCLC 1273732086 [32]

### 中国語版
中信出版社が英語版と同日に発売した簡体字版の訳文については、発売直後から多数の疑問がマイクロブログ（微博）に投稿され「炎上」するに至った。そこで、中信出版社は発売から翌々日の10月26日に、将来の改訂の際に「完璧な翻訳」とするためとして電子掲示板を設け、優れた提案には賞品を提供すると発表した。書籍の販売は好調だったようで、中信出版集団は中国本土だけで300万冊が売れたとしている。
上製本
- 華特・艾薩克森 廖月娟、姜雪影、謝凱蒂訳 (2011-10-24) (中国語). 賈伯斯傳. 財經企管. 599 (繁体字版 ed.). 台北: 天下遠見出版. ISBN 978-9-8621-6837-0. NCID BB07643360. OCLC 795746450 [37]

### スペイン語版
スペイン国内での発売は「世界同時発売日」から4日遅れ、iPhone 4Sの欧州発売日と同じ10月28日となった。
上製本
- Walter Isaacson David González-Iglesias González訳 (2011) (スペイン語). Steve Jobs. DEBATE. Barcelona: Random House Mondadori. ISBN 978-84-9992118-1. OCLC 1257008005 [39]

### 日本語版
日本語版は、原書とは異なり二分冊で刊行された。翻訳は、2011年7月から始まったが、刊行まで数か月というタイトな作業となった。訳文は重版の際に若干の修正が行われている。発売日当日に入荷できたのは日本の首都圏にある書店のみで、その他の地域の書店への入荷には、さらに数日を要した。講談社は、発売から10日目で発行部数が100万部を突破したとしている。日本語版には、原書に収録されている「主な登場人物」、「参考文献」、「注」及び「人名索引」が収録されておらず
、後日、ウェブで閲覧できる措置がとられた。
上製本
- ウォルター・アイザックソン 著、井口耕二 訳『スティーブ・ジョブズ II』講談社、東京、2011年11月1日。ISBN 978-4-06-217127-4。 NCID BB07074039。OCLC 759808723。全国書誌番号:22016327。[53]

並製本
判型は新書判で、講談社は「ペーパーバック版」と称している。装訂は2011年刊の上製本と同じである。
- ウォルター・アイザックソン 著、井口耕二 訳『スティーブ・ジョブズ II』講談社、東京、2012年11月16日。ISBN 978-4-06-218074-0。 NCID BB1092780X。OCLC 825197838。全国書誌番号:22173265。[55]

文庫本
2011年刊の増補版で、終章が追録されている。
- ウォルター・アイザックソン 著、井口耕二 訳『スティーブ・ジョブズ II』講談社、東京〈講談社＋α文庫 G260-2〉、2015年9月18日。ISBN 978-4-06-281615-1。 NCID BB20074270。OCLC 922306849。全国書誌番号:22634746。[57]

講談社は2012年、日本放送協会が2011年12月23日などに放送したテレビ番組『世界を変えた男 スティーブ・ジョブズ』を書籍化した『Steve Jobs Special ジョブズと11人の証言』を発刊したが、同書の装訂は本書のそれに酷似し、ウェブでは講談社による本書の特設ページに合載するなど、さも本書の続巻のような扱いとなっている。なお、同番組には本書の著者として、アイザックソンも出演している。
- NHKスペシャル取材班『Steve Jobs Special ジョブズと11人の証言』講談社、東京、2012年9月27日。ISBN 978-4-06-217977-5。 NCID BB10437210。OCLC 825172231。全国書誌番号:22154681。[60]

## 受賞
- Christian Science Monitor's Best Nonfiction Books of 2011[61]
- Time Magazine's Top 10 Nonfiction Books of 2011[62]
- Best History & Biography in the Goodreads Choice Awards of 2011[63]
- 2012 Gerald Loeb Award for Business Book[64]
- Indigo Books Heather's Pick 2011[65][66]
- Financial Times and Goldman Sachs Business Book of the Year Award, 2012[67]

## メディアミックス

### 映画
本書を「原案」に、脚本アーロン・ソーキン、監督ダニー・ボイルにより映画化され、米国で2015年10月9日から、日本では2016年2月12日からに公開された。
- ダニー・ボイル（監督） (5 September 2015). Steve Jobs [スティーブ・ジョブズ] (映画) (英語). ユニバーサル・ピクチャーズ.

### 漫画
講談社は、日本語版の版権と同時に漫画化権も得てい、『テルマエ・ロマエ』などで知られる漫画家ヤマザキマリを登用、漫画化した。連載は2013年から月刊女性漫画誌『Kiss』で始まり、のちに隔月刊女性漫画誌『ハツキス』へ移籍し、2017年に完結した。単行本は全6巻。他言語での出版を想定し、コマ割りは変形コマを避けた3段組みとしている。ヤマザキマリは本作で、芸術選奨文部科学大臣新人賞を受賞している。
- ウォルター・アイザックソン (w), ヤマザキマリ (a). スティーブ・ジョブズ, vol. 6 (2017年7月13日). 東京: 講談社, ISBN 978-4-06-393236-2 [75]

### 書評
- “Steve Jobs by Walter Isaacson” (英語).   Goodreads. 2021年11月13日閲覧。
- 小野憲史 (2011年11月11日). “書評『スティーブ・ジョブズ 1・2』”. ゲーム. メディア芸術カレントコンテンツ.   文化庁. 2021年11月13日閲覧。
- 山形浩生「「スティーブ・ジョブズ」書評「天才」の生と死、いちはやく活写 好書好日」『朝⽇新聞』朝日新聞社、2011年11月6日、全国書誌番号:00060182。2021年11月13日閲覧。
- 池谷裕二「『スティーブ・ジョブズ １・２』 ウォルター・アイザックソン著」『読売新聞』読売新聞社、東京、2011年11月7日、全国書誌番号:00060441。オリジナルの2011年11月13日時点におけるアーカイブ。2021年11月14日閲覧。
- 長薗安浩 (2011年12月2日). “スティーブ・ジョブズ Ｉ・ＩＩ 〔著〕ウォルター・アイザックソン”. ベストセラー解読（週刊朝日）. BOOK.asahi.com：朝日新聞社の書評サイト.   朝日新聞社. 2013年7月22日時点のオリジナルよりアーカイブ。2021年11月14日閲覧。
- 米倉誠一郎「Books & Trends Steve Jobs : スティーブ・ジョブズ Ｉ・ＩＩ The Exclusive Biography ウォルター・アイザックソン著/井口耕二訳」『週刊東洋経済』第6366号、東洋経済新報社、東京、2011年12月17日、116頁、ISSN 0918-5755、全国書誌番号:00010869、2021年11月13日閲覧。